# Viaduc du Scardon
Le viaduc du Scardon permet à l'autoroute A16 de traverser la vallée du Scardon au nord-est d'Abbeville.

## Présentation

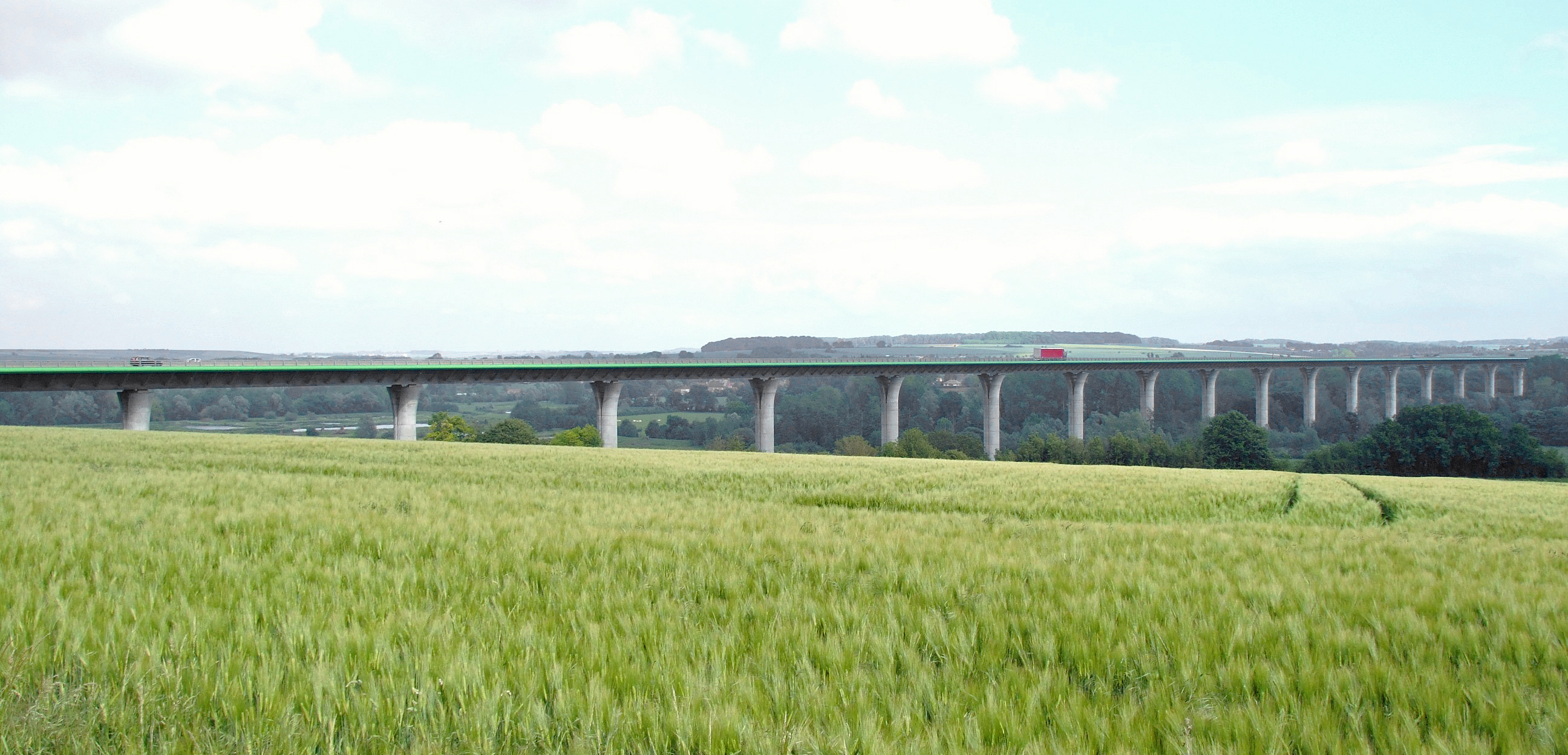
A16 - Viaduc du Scardon - Vue d'ensemble.

Le viaduc permet à l'autoroute A16 de passer au-dessus de la large vallée du Scardon, affluent de la Somme, et du Drucat, un petit affluent de la rivière. L'ouvrage, qui franchit le cours de ces deux fleuves et une zone de marais, long de 1 022 mètres, a été inauguré en 1997 après deux années de travaux.
Le tablier en béton précontraint a été réalisé par poussage.